# Doma na porádku
Doma na porádku je slovenský internetový seriál, který vznikl na základě videoklipu od rockové kapely Horkýže Slíže „Mám v piči na lehátku“. Autory seriálu i videoklipu jsou Henrich Varga a Ivan Remiaš. Frontman skupiny Horkýže Slíže Peter Hrivňák kvůli seriálu vytvořil zcela novou kapelu BijouTerrier.
Natáčí se v obci Rišňovce v okrese Nitra. Prvních pár epizod vzniklo na vlastní náklady. Na další díly, kterých mají nachystaných asi 20, ale potřebují další investice. Protože projekt vzniká pro zábavu a z nadšení, většina účinkujících pracuje bez nároku na honorář.
Byly zveřejněny celkem 3 epizody: Veľká noc, BijouTerrier útočí! a Zamykajte svoje kostoly.

## Obsazení
| Eva Pavlíková    | Valika |
| Rudo Kratochvíl  | Vinco  |
| Martin Nahálka   | Zdeno  |
| Alena Pajtinková | Zita   |
| Martin Fratrič   | farář  |

+ kapela BijouTerrier.